# Російська імператорська армія

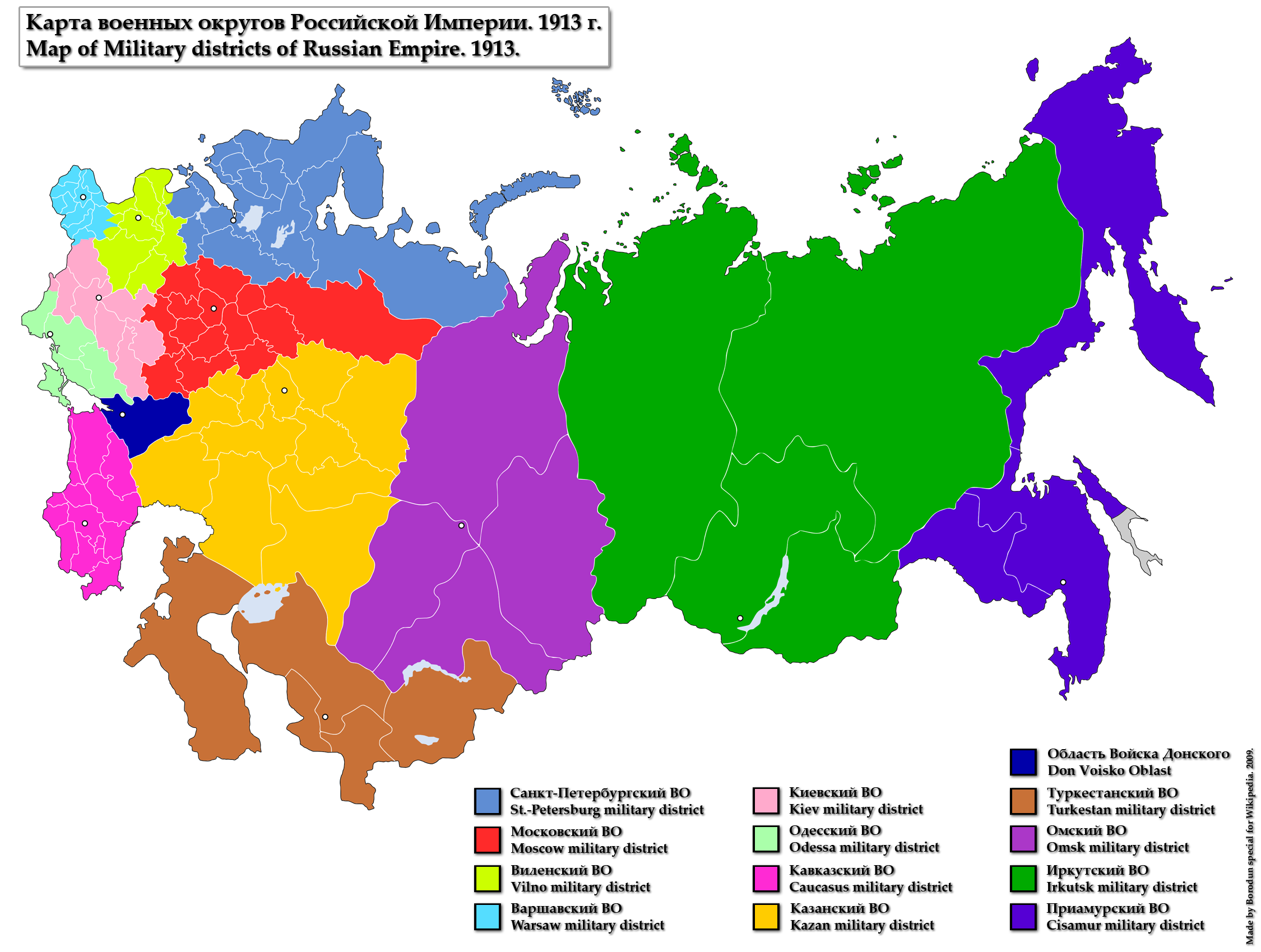
Карта військових округів Російської імперії. 1913

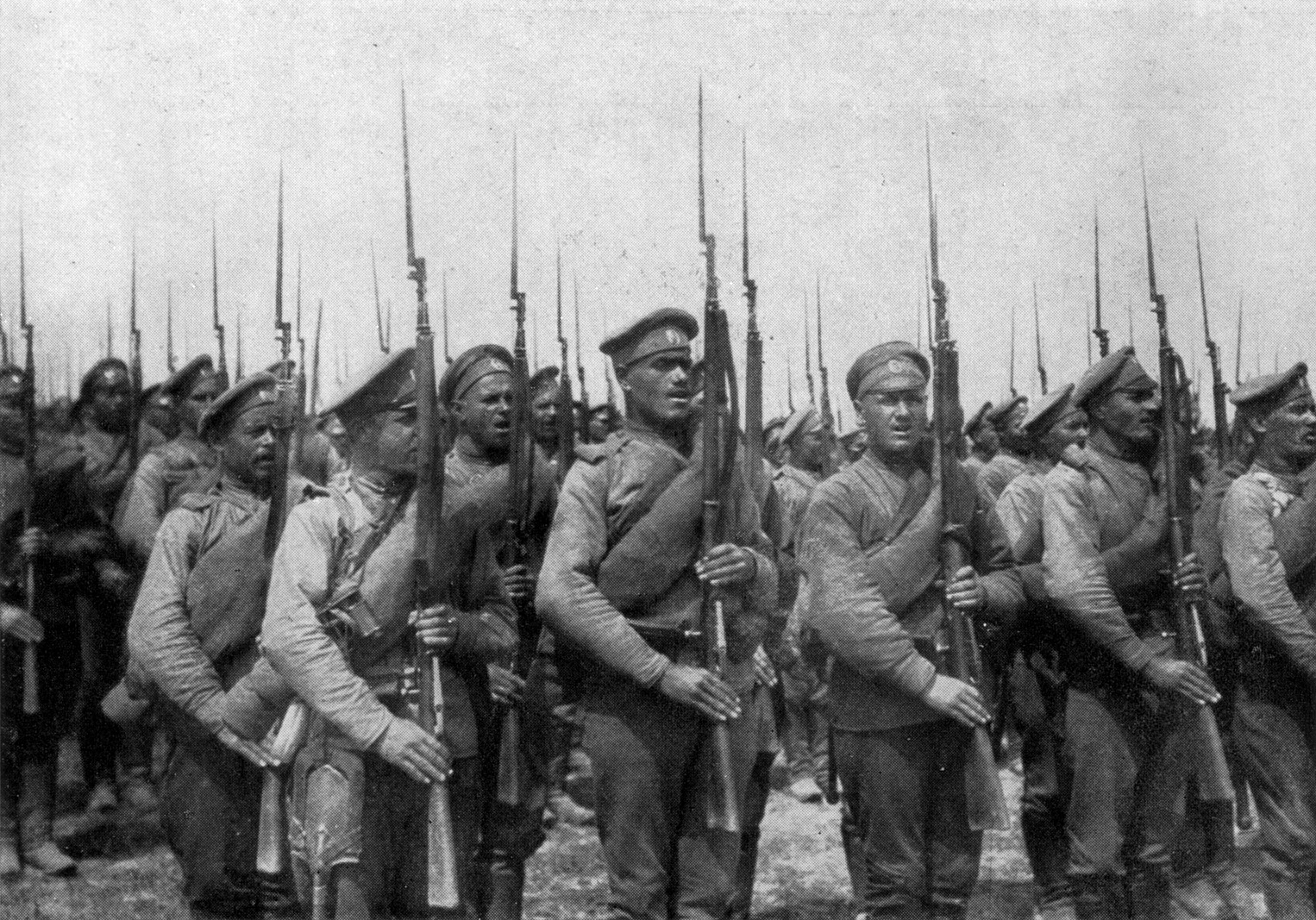
Російська піхота поч. 20 ст.

Російська імператорська армія (рос. Ру́сская импера́торская а́рмия) — збройні сили Російської імперії від 1721 до 1917 року.

## Історія

### XVII—XVIII століття
На початку 30-х років XVII століття у Московському царстві з'явилися перші «полки нового строю», тобто солдатські, рейтарські й драгунські полки, сформовані за західноєвропейським зразком. До кінця століття їхня кількість склала понад половину чисельності усіх військ московського царя, які становили понад 180 тисяч осіб (не рахуючи понад 60 тисяч козацтва).
Докорінна реформа армії відбулася за часів правління Петра I. У 1699 році після чергового Стрілецького повстання 1698 року та послідуючої розправи над бунтівниками почався процес ліквідації стрілецьких полків, замість них планувалося сформувати регулярні солдатські. Втім стрілецькі полки ще існували й у XVIII ст. та були задіяні під час Нарвзької облоги, під Полтавою, у Прутському поході тощо. Готуючись до війни зі Швецією, Петро наказав у 1699 році провести загальний рекрутський набір і почати навчання новобранців за зразком, заведеному у преображенців і семеновців. Цей перший рекрутський набір дав Петру 25 піхотних полків і 2 кавалерійських — драгунських. Спочатку він сформував офіцерство зі своїх друзів, з якими грався у «потішні полки», а пізніше — і з дворянства.
Армія поділялася на польову (піхота, кавалерія, артилеристи, інженерні війська), місцеві (гарнізонні війська і ландміліція) і іррегулярні (козацтво й степові народи) війська.
Загалом її чисельність перевищувала 200 тисяч осіб. У піхоті було приблизно вдвічі більше людей, ніж у кінноті.
У 1722 році була введена єдина система звань — Табель про ранги.
Озброєння так само було змінено на європейський лад. Піхота була озброєна гладкоствольними рушницями з багнетами, шпагами, тесаками, гранатами. Драгуни — карабінами, пістолетами і палашами. У офіцерів були ще протазани і алебарди, не найкраща зброя для бою. Аналогічним образом була змінена й уніформа.
20 жовтня 1696 року Боярська дума ухвалила рішення заснувати військово-морський флот. Кораблі будувалися за допомогою європейських інженерів, і вже до 1722 року в Росії був великий флот зі 130 вітрильних і 396 гребних кораблів.
Після цього, аж до середини XIX століття, особливо серйозних змін в організації армії не відбувалося. У другій половині XVIII століття у піхоті з'явилися єгері, у кінноті — кірасири і гусари. На озброєння були прийняті рушниці із кремінними замками зразка 1753 року.
У систему підготовки військ значний внесок вніс Олександр Васильович Суворов. У 1810 році з ініціативи О. А. Аракчеєва почалися застосовуватися військові поселення.
До 1853 року чисельність армії становила близько 31 тисячі осіб командного складу, 911 тисяч солдатів у регулярних, 250 тисяч в іррегулярних військах.

### 19 століття

Емблема російської імператорської армії

Кримська війна 1853—1856 виявила усі недоліки російського озброєння. А саме — з поширенням парових двигунів були винайдені пароплави, яких у складі Російського флоту було лише 16; і масове виробництво нарізної зброї стало можливим, але в Росії його кількість також була незначна. Тому в 1860—1870 роках були проведені військові реформи під керівництвом Д. О. Мілютіна. Перші кроки з реорганізації армії були зроблені ще у ході Кримської війни.
У 1855 за наказом царя була створена «Комісія з поліпшення військової частини». Перед нею були поставлені завдання з перегляду статутів, обговорення питань переозброєння військ, вдосконалення фізичної і бойової підготовки.
9 листопада 1861 генерал Д. О. Мілютін призначений військовим міністром, 15 січня 1862 р. він представив Олександру II доповідь, в якій були сформульовані основні принципи, цілі і завдання військової реформи. У 1864 була проведена військово-окружна реформа.
На території імперії створили 15 військових округів. Командувачем військами округу як правило призначався генерал-губернатор. Кожен округ був одночасно органом військового управління і військово-адміністративного пристрою. Це дозволяло оперативно керувати військами і швидко здійснювати їх мобілізацію. Зі створенням округів військове міністерство позбавлялося від широкого кола обов'язків, які тепер виконували командувачі, у його веденні залишилися лише ті питання управління, які мали значення для всієї армії. Був створений Генеральний штаб. Система рекрутських наборів була замінена на загальну військову повинність.
1 січня 1874 приймається «Статут про всесословну військову повинність». Відповідно до нього все чоловіче населення без відмінності станів підлягало військовій повинності з 21-річного віку. Термін дійсної служби становив у сухопутних військах 6 років і 9 років у запасі, на флоті, відповідно — 7 років і 3 роки.
Тривало переозброєння армії: проводився перехід на нарізну казнозарядну зброю. У 1868 році приймається на озброєння американська рушниця Бердана, у 1870-му — російська рушниця Бердана № 2, а у 1891 — гвинтівка Мосіна. З 1861 розпочалося виробництво броненосних парових кораблів, з 1866 — підводних човнів. До 1898 року російський військово-морський флот, що складався з Балтійського, Чорноморського флотів, Каспійської і Сибірської флотилій, мав 14 броненосців, 23 броненосці берегової оборони, 6 броненосних крейсерів, 17 крейсерів, 9 мінних крейсерів, 77 міноносців, 96 міноносок, 27 канонерських човнів.

#### Про «малоросійські полки» РІ
Значна кількість малоросійських назв полків РІ виникла у зв'язку з наказом Олександра I від 29—31 березня 1801 року про «Перемены въ составе и наименовніяхъ войскъ» — про перейменування формацій по місцю їх дислокації. Фактично ж за походженням/формуванням це були російські полки та початково ніякого відношення до Малоросії не мали.

### 20 століття
На початку XX століття продовжувався активний розвиток військової техніки — У 1902 р. в Російській армії з'являється бронетехника — бронеавтомобілі Sheffield-Simplex (1915) і Lanchester (1916), в 1911 — військова авіація, в 1915 — танки. Втім, російські чиновники вважали за найкраще закуповувати іноземні розробки, аніж підтримувати вітчизняних винахідників. Тому так і не отримали право на існування багато успішних проектів, такі, як танк Пороховщикова, автомат. Проте, наприклад, літаки Сікорського вироблялися і були не гірші за іноземні. Більшість серійної техніки російської армії була французького, британського, американського або італійського виробництва чи розробкою.
На озброєння надійшли кулемет Максима, нові гармати калібрів 76—152 мм, автомати Федорова. Попри це, забезпечення військовою технікою було вкрай низьким, хоча за бойовою підготовкою російська армія не поступалася арміям західноєвропейських країн. До Першої світової війни її чисельність досягла 1 423 000 чоловік, а після мобілізації склала 5 338 000 чол., на озброєнні було 6848 легких і 240 важких гармат, 4157 кулеметів, 263 літаки, понад 4 тисячі автомобілів.

### Російська Армія в Громадянській війні 1917—1922
Офіцерські кадри Російської імператорської армії склали основу армій Білого руху, в яких було відроджено багато частин Російської імператорської армії.
Добровольча армія — оперативно-стратегічне об'єднання білогвардійських військ на півдні Росії в 1917—1920 під час Громадянської війни.
Збройні сили Півдня Росії утворені 8 січня 1919 в результаті об'єднання для спільної боротьби з урядом більшовиків Добровольчої армії і Всевеликого Війська Донського.